# Valeriu Bularcă
Valeriu Bularcă (Bodzaforduló, 1931. február 14. – Brassó, 2017. február 7.) olimpiai ezüstérmes, világbajnok román birkózó.

## Pályafutása
Az 1958-as budapesti világbajnokságon bronzérmes lett. Három év múlva Jokohamában világbajnok címet szerzett. Az 1964-es tokiói olimpián ezüstérmet szerzett.

## Sikerei, díjai
- Olimpiai játékok – kötött fogás, 70 kg
  - ezüstérmes: 1964, Tokió
- Világbajnokság – kötött fogás, 73 kg
  - aranyérmes: 1961, Jokohama
  - bronzérmes: 1958, Budapest